# Aaron Hunt
Aaron Hunt (Goslar, 4 september 1986) is een Duits voormalig betaald voetballer die doorgaans uitkomt als vleugelspeler. Hij tekende in augustus 2015 bij Hamburger SV, dat tussen de €2.500.000,- en €3.000.000,- voor hem betaalde aan VfL Wolfsburg. Hunt debuteerde in november 2009 in het Duits voetbalelftal.

## Clubcarrière
Hunt stroomde in het seizoen 2004/05 door vanuit de jeugdopleiding van Werder Bremen. Hij debuteerde op 18 september 2004 voor Werder Bremen in de Bundesliga, als invaller tegen Hannover 96. Op 12 februari 2005 maakte hij voor het eerst zijn opwachting in het basiselftal, tegen Borussia Mönchengladbach. Hunt scoorde deze wedstrijd en werd daarmee met 18 jaar en 161 dagen de jongste doelpuntenmaker in de clubgeschiedenis van Werder Bremen.
Na tien seizoenen in de hoofdmacht van Bremen, was Hunt in de zomer van 2014 transfervrij. Daarop tekende hij een contract voor drie seizoenen bij VfL Wolfsburg. Daarmee werd hij dat jaar tweede in de Bundesliga en won hij voor de tweede keer in zijn loopbaan de DFB Pokal. De club verkocht hem na één seizoen voor circa drie miljoen euro aan Hamburger SV, waarbij hij een contract tot medio 2018 tekende.
Nadat zijn contract niet verlengd werd kondigde hij in februari 2022 aan zijn loopbaan te beëindigen.

## Clubstatistieken
| Seizoen | Club          | Competitie    | Wedstrijden | Doelpunten |
| ------- | ------------- | ------------- | ----------- | ---------- |
| 2004/05 | Werder Bremen | Bundesliga    | 10          | 1          |
| 2005/06 | Werder Bremen | Bundesliga    | 7           | 0          |
| 2006/07 | Werder Bremen | Bundesliga    | 28          | 9          |
| 2007/08 | Werder Bremen | Bundesliga    | 14          | 1          |
| 2008/09 | Werder Bremen | Bundesliga    | 18          | 2          |
| 2009/10 | Werder Bremen | Bundesliga    | 32          | 9          |
| 2010/11 | Werder Bremen | Bundesliga    | 29          | 3          |
| 2011/12 | Werder Bremen | Bundesliga    | 18          | 3          |
| 2012/13 | Werder Bremen | Bundesliga    | 28          | 11         |
| 2013/14 | Werder Bremen | Bundesliga    | 31          | 7          |
| 2014/15 | VfL Wolfsburg | Bundesliga    | 15          | 2          |
| 2015/16 | VfL Wolfsburg | Bundesliga    | 2           | 0          |
| 2015/16 | Hamburger SV  | Bundesliga    | 21          | 1          |
| 2016/17 | Hamburger SV  | Bundesliga    | 22          | 4          |
| 2017/18 | Hamburger SV  | Bundesliga    | 29          | 3          |
| 2018/19 | Hamburger SV  | 2. Bundesliga | 22          | 5          |
| 2019/20 | Hamburger SV  | 2. Bundesliga | 22          | 6          |

## Interlandcarrière
Als zoon van een Duitse vader en een Britse moeder kon Hunt voor zowel het Duitse als het Engelse nationale team kiezen. Nadat hij voor Duitsland –16, –17 en –21 had gespeeld, debuteerde hij op 18 november 2009 onder leiding van bondscoach Joachim Löw voor het Duits elftal in de vriendschappelijke wedstrijd tegen Ivoorkust (2–2). Hij kwam in dat duel na 80 minuten in het veld voor Bastian Schweinsteiger.
In november 2006 kwam Hunt in opspraak toen de UEFA hem beschuldigde van racistische opmerkingen tegen Micah Richards en Anton Ferdinand van Jong Engeland. Hij werd twee wedstrijden geschorst. Nadat hij de beschuldigingen aanvocht, werd hij vrijgesproken en de schorsing opgeheven.
| Interlands van Aaron Hunt voor Duitsland | Interlands van Aaron Hunt voor Duitsland | Interlands van Aaron Hunt voor Duitsland | Interlands van Aaron Hunt voor Duitsland | Interlands van Aaron Hunt voor Duitsland | Interlands van Aaron Hunt voor Duitsland |
| №                                        | Datum                                    | Wedstrijd                                | Uitslag                                  | Competitie                               | Goals                                    |
| Als speler bij SV Werder Bremen          | Als speler bij SV Werder Bremen          | Als speler bij SV Werder Bremen          | Als speler bij SV Werder Bremen          | Als speler bij SV Werder Bremen          | Als speler bij SV Werder Bremen          |
| ---------------------------------------- | ---------------------------------------- | ---------------------------------------- | ---------------------------------------- | ---------------------------------------- | ---------------------------------------- |
| 1                                        | 18 november 2009                         | Duitsland – Ivoorkust                    | 2 – 2                                    | Vriendschappelijk                        | 0                                        |
| 2                                        | 11 augustus 2010                         | Denemarken – Duitsland                   | 2 – 2                                    | Vriendschappelijk                        | 0                                        |

## Erelijst
| Competitie    |               |               |               |               |
| Competitie    | Aantal        | Jaren         |               |               |
| Werder Bremen | Werder Bremen | Werder Bremen | Werder Bremen | Werder Bremen |
| ------------- | ------------- | ------------- | ------------- | ------------- |
| DFB Pokal     | 1x            | 2008/09       |               |               |
| Ligapokal     | 1x            | 2006          |               |               |
| VFL Wolfsburg |               |               |               |               |
| DFB Pokal     | 1x            | 2014/15       |               |               |

1 Heuer Fernandes ·
2 Mikelbrencis ·
4 Schonlau  ·
5 Hadžikadunić ·
6 Poręba ·
7 Dompé ·
8 Elfadli ·
9 Glatzel ·
10 Pherai ·
11 Königsdörffer ·
12 Mickel ·
14 Reis ·
17 Karabec ·
16 Mebude ·
18 Jatta ·
19 Raab ·
20 Richter ·
21 Öztunalı ·
23 Meffert ·
27 Selke ·
28 Muheim ·
29 Sahiti ·
30 Hefti ·
33 Katterbach ·
37 Zumberi ·
41 Megeed ·
45 Baldé ·
47 Oliveira ·
49 Stange ·
Coach: Polzin